# Platon (Gorodiecki)
Platon, imię świeckie Nikołaj Iwanowicz Gorodiecki (ur. 20 kwietnia?/2 maja 1803 w Pogoriewym Gorodiszczu, zm. 19 września?/1 października 1891 w Kijowie) – metropolita Rosyjskiego Kościoła Prawosławnego.

## Życiorys

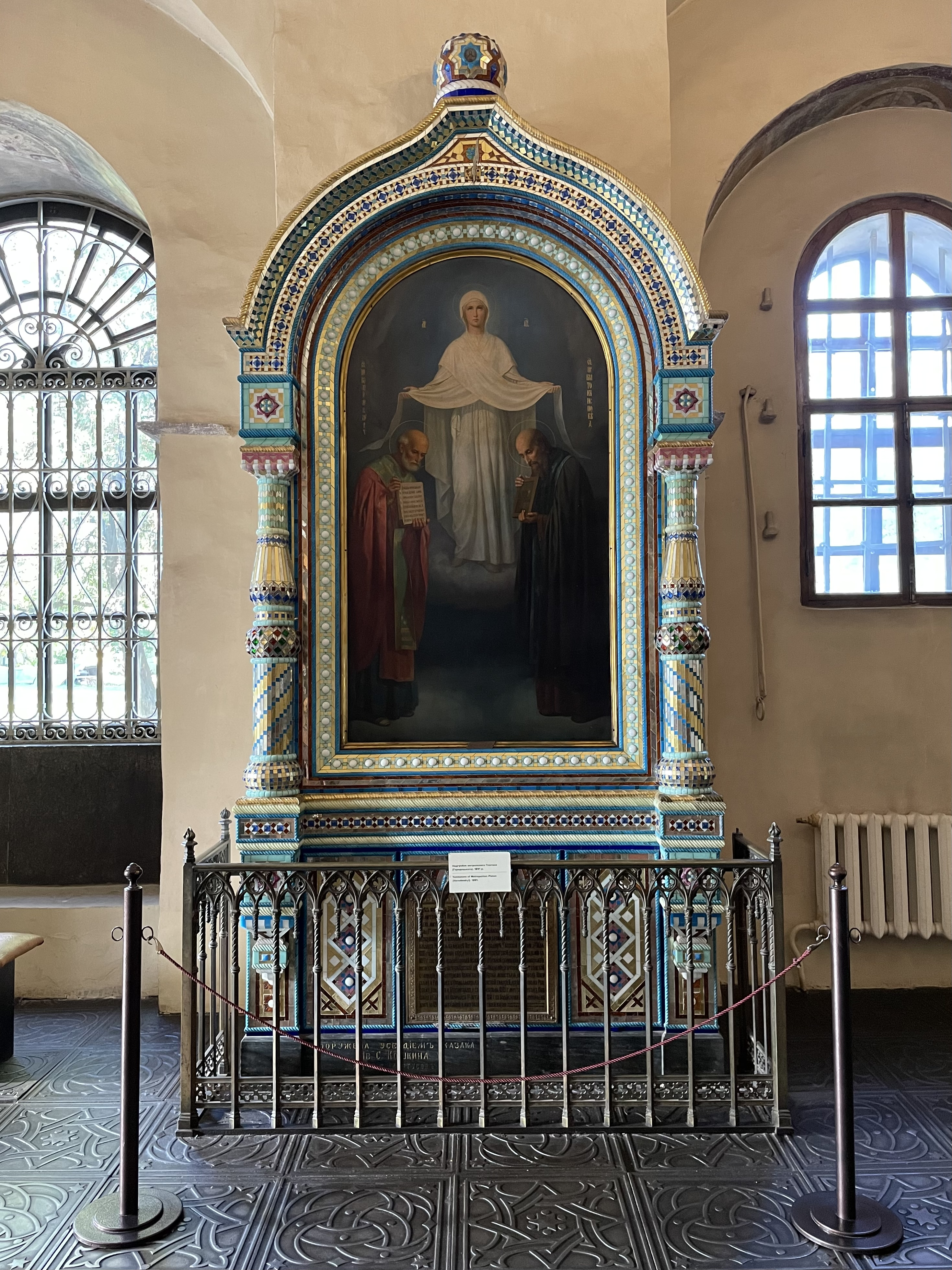

Urodził się w rodzinie kapłana prawosławnego. W 1823 ukończył seminarium duchowne w Twerze i został skierowany na dalsze studia teologiczne w Petersburskiej Akademii Duchownej. Po uzyskaniu jej dyplomu w cztery lata później podjął pracę wykładowcy w seminarium duchownym w Orle. Pracował również jako nauczyciel języka francuskiego. 25 września 1829 został wykładowcą w Akademii Duchownej, której był absolwentem. Rok później złożył śluby zakonne, od 26 maja 1830 był hieromnichem. Już w roku następnym podniesiony do godności archimandryty z równoczesnym powierzeniem mu funkcji rektora Akademii Duchownej. 
20 grudnia 1837 został przeniesiony do Kostromy, gdzie pełnił obowiązki przełożonego monasteru Przemienienia Pańskiego, zasiadał w komitecie opieki nad więzieniami i był rektorem seminarium duchownego. 28 września 1839 przeniesiony ponownie do monasteru Świętego Ducha w Wilnie, gdzie był przełożonym. W historii tego monasteru zapisał się jako jeden z aktywniejszych przełożonych w XIX wieku: sprowadził do podupadłego klasztoru mnichów z Kostromy oraz przeprowadził gruntowną przebudowę budynków wspólnoty. Z uwagi na te zasługi został 8 września 1843 biskupem pomocniczym eparchii wileńskiej i litewskiej z tytułem biskupa kowieńskiego. Po pięciu latach został przeniesiony do eparchii pskowskiej, ponownie jako wikariusz, z tytułem biskupa ryskiego. Po śmierci biskupa pskowskiego przez siedem lat, w latach 1849–1856 pełnił obowiązki locum tenens biskupa pskowskiego. Od 1850 łączył tę funkcję z godnością biskupa ryskiego w nowo powołanej eparchii. Od 21 kwietnia 1850 arcybiskup ryski. Prowadził działalność misyjną w krajach bałtyckich, doprowadzając do przejścia na prawosławie kilku tysięcy wyznawców luteranizmu i współtworząc w ten sposób późniejszy autonomiczny Łotewski Kościół Prawosławny. 
9 marca 1867 poprosił o przeniesienie na inną katedrę i został arcybiskupem dońskim i nowoczerkaskim. Po dziesięciu latach został ponownie przeniesiony do eparchii chersońskiej i odeskiej, wreszcie w 1882 został metropolitą kijowskim i halickim. Godność tę łączył z funkcją przełożonego ławry Pieczerskiej i członkostwem w Świętym Synodzie. Z jego inicjatywy w 1888 r. w Kijowie i w całej Rosji odbyły się szeroko zakrojone uroczystości upamiętniające 900. rocznicę chrztu Rusi. 
Dla uczczenia jego pamięci w Kijowie wzniesiono cerkiew Opieki Matki Bożej na Sołomiance.